# Jacksonville Jaguars 2013
La stagione 2013 dei Jacksonville Jaguars è stata la 19ª della franchigia nella National Football League, la prima con come capo-allenatore Gus Bradley. Anche se mancarono i playoff e persero le prime otto partite, i Jaguars migliorarono il record di 2-14 dell'anno precedente.

## Scelte nel Draft 2013
| Giro | Scelta | Giocatore        | Ruolo            | College               |
| ---- | ------ | ---------------- | ---------------- | --------------------- |
| 1    | 2      | Luke Joeckel     | Offensive tackle | Texas A&M             |
| 2    | 33     | John Cyprien     | Safety           | Florida International |
| 3    | 64     | Dwayne Gratz     | Cornerback       | Connecticut           |
| 4    | 101    | Ace Sanders      | Wide receiver    | South Carolina        |
| 5    | 135    | Denard Robinson  | Running back     | Michigan              |
| 6    | 169    | Josh Evans       | Safety           | Florida               |
| 7    | 208    | Jeremy Harris    | Cornerback       | New Mexico State      |
| 7    | 210    | Demetrius McCray | Cornerback       | Appalachian State     |

## Staff
| Staff dei Jacksonville Jaguars nel 2013 |
| --- |
| Organi dirigenziali - Chairman/CEO: Shahid Khan - Presidente: Mark Lamping - Vice presidente senior: Dan Edwards, Hussain Naqi e Scott Massey - General manager: David Caldwell Capo allenatore - Gus Bradley Altri allenatori - Assistente del capo allenatore: Tyler Wolf - Sviluppo della forza e della condizione: Tom Myslinski - Assistente della forza: Cedric Scott e Jess Langvardt - Qualità e controllo dell'attacco: Tony Sorrentino Allenatori dell'attacco - Coordinatore dell'attacco: Jedd Fisch - Quarterback: Frank Scelfo - Running Back: Terry Richardson - Wide Receiver: Jerry Sullivan - Tight End/Assistente dello Special Team: Ron Middleton - Offensive Line: George Yarno - Assistente Offensive Line: Luke Butkus Allenatori della difesa - Coordinatore della difesa: Bob Babich - Assistente della difesa: Brandon Blaney - Defensive Line: Todd Wash - Linebacker: Mark Duffner - Defensive Back: Dewayne Walker - Assistente Defensive Back: Mike Rutenberg Allenatori dello special team - Coordinatore dello Special Team: Mike Mallory - Assistente dello Special Team: Matthew Smiley |

## Roster
| Roster dei Jacksonville Jaguars nel 2013 |
| --- |
| Quarterback - 11 Blaine Gabbert - 7 Chad Henne - 6 Ricky Stanzi Running Back - 21 Justin Forsett - 32 Maurice Jones-Drew - 29 Denard Robinson - 45 Will Taʻufoʻou FB - 30 Jordan Todman Wide Receiver - 12 Mike Brown - 15 Stephen Burton - 18 Ace Sanders WR/PR - 84 Cecil Shorts Tight End - 86 Clay Harbor - 89 Marcedes Lewis - 87 Allen Reisner - 86 D.J Williams Offensive Linemen - 78 Cameron Bradfield OL - 60 Mike Brewster G/C - 76 Luke Joeckel T - 66 Jacques McClendon G - 63 Brad Meester C - 75 Eugene Monroe T - 77 Uche Nwaneri G - 67 Austin Pasztor G - 65 Will Rackley G/C Defensive Linemen - 93 Tyson Alualu DT - 58 Jason Babin DE - 90 Andre Branch DE - 68 Brandon Deaderick DE - 91 Abry Jones DE - 99 Sen'Derrick Marks DT - 54 Chris McCoy DE/OLB - 97 Roy Miller DT - 94 Jeremy Mincey DL Linebacker - 50 Russell Allen LB - 55 Geno Hayes LB - 53 John Lotulelei OLB - 51 Paul Posluszny LB - 56 LaRoy Reynolds LB - 57 J.T Thomas OLB Defensive Back - 23 Alan Ball CB - 36 Will Blackmon - 37 John Cyprien S - 26 Josh Evans S - 27 Dwayne Gratz CB - 22 Winston Guy SS - 31 Jeremy Harris CB - 20 Mike Harris CB - 25 Dwight Lowery DB - 35 Demetrius McCray CB - 42 Chris Prosinski S Special Team - 19 Bryan Anger P - 10 Josh Scobee K - 46 Carson Tinker LS Lista delle riserve - 14 Justin Blackmon WR (Sospeso) - 61 Stephane Milhim G (IR) - -- Taylor Price WR (IR) - 31 Jeremy Harris CB (IR) - -- Kevin Rutland CB (Waived/injured) Squadra di allenamento - 41 Marcus Burley CB - 59 Ryan Davis DE - 80 Jeremy Ebert WR - 64 Drew Nowak G - 83 Tobais Palmer WR - 34 Lonnie Pryor FB/RB - 5 Matt Scott QB - 40 Steven Terrell FS 53 attivi, 5 inattivi, 8 nella squadra di allenamento, 0 free agent |
| Legenda - I rookie sono in corsivo. - Il primo ruolo è il principale mentre gli eventuali successivi indicano i ruoli secondari. - (IR) sta per Injured Reserve ed indica la lista ristretta per un solo giocatore infortunato che può tornare ad allenarsi dopo la settimana 6 e a rientrare in prima squadra dopo che questa ha giocato 8 partite. - (NF-Inj.) / (NF-Ill.) stanno rispettivamente per Non-Football Injured e Non-Football Illness ed indicano le liste dove viene inserito un giocatore che ha un infortunio o una malattia non dipendente dal football americano. - (PUP) sta per Physically Unable to Perform ed indica la lista dove viene inserito un giocatore mentre è in attesa di recuperare la condizione fisica. Nella stagione regolare dopo la sesta partita giocata dalla propria squadra, il giocatore ha tempo tre settimane per riprendere ad allenarsi, più tre settimane aggiuntive dal suo rientro agli allenamenti per rientrare in prima squadra. |

## Calendario

### Stagione regolare
| Turno | Data               | Ora (ET)           | Avversario            | Risultato          | Risultato          | Stadio                              | TV                 | Sintesi            |
| Turno | Data               | Ora (ET)           | Avversario            | Punteggio          | Record             | Stadio                              | TV                 | Sintesi            |
| ----- | ------------------ | ------------------ | --------------------- | ------------------ | ------------------ | ----------------------------------- | ------------------ | ------------------ |
| 1     | 8/9                | 1:00 p.m.          | Kansas City Chiefs    | S 2–28             | 0–1                | EverBank Field                      | CBS                | Recap              |
| 2     | 15/9               | 4:25 p.m.          | at Oakland Raiders    | S 9–19             | 0–2                | O.Co Coliseum                       | CBS                | Recap              |
| 3     | 22/9               | 4:25 p.m.          | at Seattle Seahawks   | S 17–45            | 0–3                | CenturyLink Field                   | CBS                | Recap              |
| 4     | 29/9               | 1:00 p.m.          | Indianapolis Colts    | S 3–37             | 0–4                | EverBank Field                      | CBS                | Recap              |
| 5     | 6/10               | 1:00 p.m.          | at St. Louis Rams     | S 20–34            | 0–5                | Edward Jones Dome                   | CBS                | Recap              |
| 6     | 13/10              | 4:05 p.m.          | at Denver Broncos     | S 19–35            | 0–6                | Sports Authority Field at Mile High | CBS                | Recap              |
| 7     | 20/10              | 1:00 p.m.          | San Diego Chargers    | S 6–24             | 0–7                | EverBank Field                      | CBS                | Recap              |
| 8     | 27/10              | 1:00 p.m.          | San Francisco 49ers   | S 10–42            | 0–8                | Webley Stadium Londra               | Fox                | Recap              |
| 9     | Settimana di pausa | Settimana di pausa | Settimana di pausa    | Settimana di pausa | Settimana di pausa | Settimana di pausa                  | Settimana di pausa | Settimana di pausa |
| 10    | 10/11              | 1:00 p.m.          | at Tennessee Titans   | V 29–27            | 1–8                | LP Field                            | CBS                | Recap              |
| 11    | 17/11              | 1:00 p.m.          | Arizona Cardinals     | S 14–27            | 1–9                | EverBank Field                      | Fox                | Recap              |
| 12    | 24/11              | 1:00 p.m.          | at Houston Texans     | V 13–6             | 2–9                | Reliant Stadium                     | CBS                | Recap              |
| 13    | 1/12               | 1:00 p.m.          | at Cleveland Browns   | V 32–28            | 3–9                | FirstEnergy Stadium                 | CBS                | Recap              |
| 14    | 5/12               | 8:25 p.m.          | Houston Texans        | V 27–20            | 4–9                | EverBank Field                      | NFLN               | Recap              |
| 15    | 15/12              | 1:00 p.m.          | Buffalo Bills         | S 20–27            | 4–10               | EverBank Field                      | CBS                | Recap              |
| 16    | 22/12              | 1:00 p.m.          | Tennessee Titans      | S 16–20            | 4–11               | EverBank Field                      | CBS                | Recap              |
| 17    | 29/12              | 1:00 p.m.          | at Indianapolis Colts | S 10–30            | 4–12               | Lucas Oil Stadium                   | CBS                | Recap              |

Fonte:
LEGENDA
Gli avversari della propria division sono in grassetto.
 #  Indica una gara di International Series a Londra.